# Страх бури
«Страх бури» (англ. Storm Fear) — фильм нуар режиссёра Корнела Уайлда, который вышел на экраны в 1955 году.
Фильм рассказывает о банде преступников во главе с Чарли Блейком (Корнел Уайлд), которая после неудавшегося ограбления скрывается в уединённом горном доме в Новой Англии, в котором живёт с семьёй брат Чарли, неудачливый писатель Фред Блейк (Дэн Дьюриа). За время пребывания в доме на глазах малолетнего сына Блейков раскручивается целый клубок противоречий и конфликтов между взрослыми членами семьи, а также сложных отношений в банде, заканчиваясь побегом преступников через заснеженный горный перевал, где и наступает развязка фильма.
Как отмечает критик Артур Лайонс, фильм относится к небольшой группе нуаров, действие которых происходит не в городской среде, а преимущественно в сельской местности. В эту группу также входят такие фильмы, как «Глубокая долина» (1947), «Красный дом» (1947), «Туз в рукаве» (1950) и отчасти «На опасной земле» (1951).
Это второй фильма Уайлда в качестве продюсера после великолепного фильма нуар «Большой ансамбль» (1955) и его первый фильм в качестве режиссёра. В обоих фильмах он сыграл главные роли, а его партнёршей была жена Джин Уоллес.

## Сюжет
Неудачливый, больной писатель Фред Блейк (Дэн Дьюриа) живёт с красивой молодой женой Элизабет (Джин Уоллес) и 11-летним сыном Дэвидом (Дэвид Столлери) на отделённой горной ферме на севере Новой Англии. Им помогает по хозяйству молодой и привлекательный наёмный работник Хэнк (Деннис Уивер), который испытывает очевидную симпатию к Элизабет и по-отечески относится к Дэвиду. Фред постоянно пребывает в недовольном состоянии из-за своей неспособности завершить книгу, а также из-за чувства вины по поводу того, что не может обеспечить для Элизабет и Дэвида достойную жизнь. При этом Фреда раздражает чрезмерная забота Хэнка о его семье. Однажды накануне Рождества Хэнк отправляется в город, чтобы развлечься в течение нескольких дней, а также пополнить хозяйственные запасы. Вскоре на ферму приезжает автомобиль, из которого выходит младший брат Фреда по имени Чарли (Корнел Уайлд), которого сопровождают его подручный, агрессивный и психически неуравновешенный Бенджи (Стивен Хилл), а также платиновая блондинка в норковой шубе по имени Эдна Роджерс (Ли Грант). Появление нежданных гостей вызывает беспокойство всей семьи, однако Фред нехотя вынужден пустить их в дом. Элизабет явно взволнована появлением Чарли, чувствуется, что ранее их что-то связывало и она по-прежнему к нему неравнодушна. Тем временем выясняется, что Чарли получил неопасное ранение в район живота, и кроме того, у него застряла пуля в ноге, в связи с чем ему срочно требуется медицинская помощь. Однако когда Фред собирается вызвать по телефону врача, Чарли категорически запрещает ему делать это. Никак не объяснив причины ранения, Чарли заявляет, что он со своими людьми продолжит свой путь на следующее утро. Элизабет провожает его в спальню на второй этаж, при этом Чарли не выпускает из рук портфель, в котором, как вскоре выясняется, находится крупная сумма денег и пистолет. Некоторое время спустя Чарли уговаривает Элизабет, чтобы она удалила застрявшую у него в ноге пулю. При подготовке операции Элизабет и Чарли наедине обмениваются несколькими репликами, из которых следует, что когда-то у них была любовная связь, однако в конце концов из-за криминального образа жизни Чарли она ушла от него. Семь лет назад, когда у Элизабет уже был Дэвид, она вышла замуж за Фреда, в расчёте, что всё в их жизни постепенно наладится. Однако она не любила Фреда и продолжала любить его брата, и потому её брак был несчастным, несмотря на то, что ради семьи она делала всё, что было в её силах.
После того, как Элизабет успешно извлекает пулю, Бенджи включает радио, и все слышат сообщение об ограблении банка в близлежащем городке Баттерскилл, в ходе которого было похищено 85 тысяч долларов и убит полицейский, а один из грабителей тяжело ранен. По описанию преступников Блэйки понимают, что это дело рук Чарли и его спутников, но Чарли уверяет Дэвида и Элизабет, что он никого не убивал. Оставшись с Чарли наедине, Элизабет возмущается тем, что он принёс опасность в их дом, но Чарли уверяет, что не желает их семье ничего плохого. Несмотря на это сообщение, Дэвид всё более расположен к дяде и, кроме того, не может оторвать глаз от шикарно одетой Эдны, которая уже изрядно выпила вместе с Бенджи. Чувствуя интерес мальчика, Эдна рассказывает ему, что когда-то выступала в ночном клубе, после чего исполняет музыкальный номер под радио. Когда Эдна начинает громко пререкаться с Бенджи, раздражённый Фред, который пытался работать в соседней комнате, набрасывается на Бенджи, и тут же получает от него унизительный удар по щекам. Фред бросается в соседнюю комнату, чтобы достать ружьё, однако Бенджи опережает его и выбрасывает ружьё в камин, после чего избивает Фреда, пока Дэвид не отвлекает внимание бандита, вставая на защиту отца. В конце концов, Чарли спускается в гостиную, приводя Бенджи в чувства и обещая Дэвиду купить новое ружьё. Затем Чарли просит у брата прощения, однако униженный и раздражённый ревностью Фред клянётся выдать грабителей, если ему представится такой шанс. Начинается сильный снегопад, в результате которого выехать с фермы на машине становится невозможно. Среди ночи Бенджи пытается украсть у спящего Чарли портфель с деньгами, однако его план срывается, когда бдительный Дэвид успевает разбудить дядю.
На следующее утро Чарли доверительно говорит Дэвиду, что хотя он и моложе Фреда, он всегда чувствовал свою ответственность за брата и помогал ему материально, в том числе дал деньги на покупку этой фермы. На вопрос Чарли о собаке, Дэвид рассказывает, что несколько лет назад ему подарили щенка, которого он очень любил, однако, Фред застрелил его, потому что тот якобы убивал цыплят. Некоторое время спустя, когда Дэвид спрашивает Фреда и Элизабет о том, кто прислал ему собаку, Фред злобно приказывает Элизабет ответить Дэвиду, после чего та говорит, что собаку ему подарил отец. Эти слова, а также некоторые другие разговоры между Элизабет и Фредом, которые он услышал в течение дня, заставляют Дэвида задумываться, не является ли его отцом дядя Чарли. Несмотря на требование Элизабет, чтобы Чарли с компанией уходил как можно скорее, тот отвечает, что в такой мощный снегопад это невозможно. Некоторое время спустя, увидев в окно приближающегося к дому мужчину, Чарли приказывает всем, кроме Элизабет, спрятаться за шторой в гостиной, где Бенджи приставляет пистолет к голове Дэвида. Элизабет открывает дверь, встречая сильно пьяного Хэнка, который ничего не знает о грабителях. Он рассказывает, что по дороге в город его сильно занесло снегом, и он остановился у соседа, с которым крепко выпил, после чего направился домой. Затем все слышат, как Хэнк, которому Элизабет сообщила, что Фред и Дэвид приболели и отдыхают наверху, неожиданно признаётся Элизабет в любви и убеждает её, что она должна бросить своего никчемного мужа и уйти к нему. В этот момент выходит Фред, требуя, чтобы Хэнк немедленно извинился и убирался из их дома в свою хижину. После ухода Хэнка Бенджи снова начинает издеваться над Фредом, называя его неудачником, однако Элизабет защищает мужа, что приводит к очередной стычке с Бенджи, которую вновь прерывает Чарли. После этого Чарли успокаивает Бенджи, сообщая ему, что на следующий день Дэвид проведёт их через заснеженный горный перевал к автостраде, по которой они смогут скрыться от преследования полиции. Оставшись вечером наедине, Элизабет просит у Фреда прощения за слова Хэнка, на что Фред с грустью констатирует, что несмотря на всю его любовь к ней, Элизабет никогда не испытывала к нему ответных чувств. Вскоре по радио передают сообщение, что раненный участник ограбления умер, и полиция предполагает, что остальные грабители укрылись где-то поблизости. Перед сном Элизабет просит Дэвида не общаться с дядей Чарли и не выполнять никаких его просьб, и мальчик обещает это матери. Однако поздно вечером Чарли всё-таки встречается с Дэвидом, пытаясь эмоциональным рассказом о своём тяжелом детстве, толкнувшем его на преступный путь, разжалобить мальчика. Затем Чарли уговаривает Дэвида провести его вместе со своими спутниками через перевал, однако Дэвид, ссылаясь на указание матери, отказывается ему помогать.
Ранним утром Дэвид видит свежие следы на снегу, понимая, что Фред отправился за полицией. Не желая, чтобы дядю Чарли арестовали, Дэвид будит его и его команду и берётся провести их через перевал. Проснувшаяся Элизабет начинает бурно протестовать, требуя, чтобы сын остался, тогда Чарли и Бенджи, привязывают её к стулу. Затем, взяв тёплые вещи и специальные лыжи, грабители в сопровождении мальчика уходят в горы. Нетрезвой Эдне в тяжёлой норковой шубе тяжело подниматься в гору, и она постоянно останавливается, задерживая всю группу. В конце концов, у Бенджи не выдерживают нервы, и он толкает Эдну с небольшого склона, в результате чего она падает в снег, подворачивая ногу. Чарли достаёт из портфеля пачку денег и бросает их Эдне, и несмотря на истерические мольбы женщины о помощи, бросает её. Тем временем Хэнк, который утром вышел на охоту, натыкается поблизости от фермы на труп замерзшего Фреда. Он немедленно отправляется на ферму, где развязывает Элизабет, сообщая о смерти мужа, после чего торопиться в горы, чтобы спасти Дэвида. При крутом подъёме в гору у Чарли усиливаются боли в ноге, кроме того, его досаждают постоянные попытки Бенджи забрать себе мешок с деньгами. Некоторое время спустя Чарли от изнеможения теряет сознание, после чего Бенджи забирает у него пистолет и мешок с деньгами. Угрожая оружием, Бенджи заставляет мальчика продолжить путь. Дэвид сначала пытается сопротивляться, затем пойти окружным путём на том основании, что иначе они окажутся у обрыва, однако Бенджи принуждает мальчика двигаться прямо вверх. Вскоре они добираются до вершины перевала и видят внизу шоссе. Увидев путь к спасению Бенджи решает расправиться с Чарли, наставляя на него пистолет. В этот момент Дэвид подбирается к Бенджи сзади, втыкая ему в бок перочинный нож. Пока Бенджи пытается оттолкнуть мальчика, Чарли успевает наброситься на него, после чего начинается драка. Дэвид подбирает отлетевший пистолет и убивает Бенджи. На звук выстрела торопится Хэнк, а Дэвид тем временем провожает Чарли до охотничьей избушки, чтобы тот мог бы там прийти в себя. Когда Чарли набирается сил и выходит из избушки, чтобы продолжить путь, его замечает Хэнк, и, не слыша крики Дэвида, стреляет в Чарли. Некоторое время спустя в больнице умирающий Чарли просит прощения у Элизабет, а затем просит разрешения увидеться с Дэвидом. Чарли признаёт, что обманул Дэвида относительно своего детства, говоря, что он сам виноват в том, что стал преступником. Дэвид спрашивает у Чарли, не он ли подарил ему собаку, и не он ли его отец, однако Чарли только просит Дэвида помнить его и умирает. Дэвид выходит из палаты, где его обнимают Элизабет и Хэнк.

## В ролях
- Корнел Уайлд — Чарли Блейк
- Джин Уоллес — Элизабет Блейк
- Дэн Дьюриа — Фред Блейк
- Ли Грант — Эдна Роджерс
- Дэвид Столлери — Дэвид Блейк
- Деннис Уивер — Хэнк
- Стивен Хилл — Бенджи

## Создатели фильма и исполнители главных ролей
Историк кино Майкл Аткинсон назвал Корнела Уайлда «так и оставшимся одним из самых непрозвучавших режиссёрских голосов в истории Голливуда». Критик полагает, что за период своей «довольно безликой актёрской карьеры» Уайлд «более всего запомнился по фильмам нуар, в которых его затмевали сильные и загадочные женщины» — Джин Тирни в «Бог ей судья» (1945), Линда Дарнелл — в «Эмбер навсегда» (1947), Ида Лупино — в «Придорожном заведении» (1948). Как отмечает историк кино Гленн Эриксон, «бывший фехтовальщик-олимпиец, Уайлд определённо был привлекателен внешне, в частности, в снятых в системе Technicolor картинах „Бог ей судья“ и „Эмбер навсегда“ он был почти столь же красив или даже лучше, чем исполнительницы главных ролей Тирни и Дарнелл». В карьере Уайлда «были также многочисленные приключенческие экшны категории В, которые опирались на мускулы и тревогу», что в какой-то мере предвосхитило его будущий режиссёрский стиль. Однако, по мнению Аткинсона, «в качестве актёра он так и не добился уверенного положения». Эриксон отмечает, что «одно время Уайлд даже стал у критики мальчиком для битья за свою игру, которую унизительно называли „бодрой и безликой“. Если фильм, в котором он снимался, не добивался успеха, во всём обвиняли его».
В середине 1950-х годов, когда, по словам Аткинсона, «Уайлд увидел падение спроса в своей карьере исполнителя главных ролей, он начал выступать как продюсер, а затем и режиссёр собственных фильмов». Как пишет Эриксон, выйдя из студийной системы, Уайлд «показал свои большие амбиции, создав продюсерскую компанию Leonora Productions». Его первый фильм, великолепный нуар «Большой ансамбль» (1955), был сделан со сценаристом Филипом Йорданом и режиссёром Джозефом Х. Льюисом. Однако уже свою вторую работу Уайлд сделал в одиночку, став также и режиссёром. А десять лет спустя он создал трилогию жестоких боевиков, которые станут его почти идеальной заявкой на славу — «Голая добыча» (1966), «Красный пляж» (1967) и «Смерть травы» (1970). Аткинсон считает главными достоинствами этих картин то, что они были «быстрыми, злыми и дикими, и каждая из них была посвящена борьбе за выживание». В этих фильмах Уайлд использовал «грубый и потрясающий визуальный язык, настолько скачкообразный, дикий, неподатливый и, наконец, первородный, который не увидишь в других фильмах». Как отметил критик Дэвид Томсон, при просмотре его фильмов возникает ощущение, что «смотришь самый первый из когда-либо созданных фильмов».
Как отмечено на сайте Американского института киноискусства, этот фильм «стал режиссёрским дебютом Уайлда и первым фильмом сценариста Хортона Фута», который в дальнейшем будет удостоен Оскаров за свои сценарии фильмов «Убить пересмешника» (1962) и «Нежное милосердие» (1983). В конце 1940-х годов Дэн Дьюриа, по словам Эриксона, «на протяжении пары лет исполнял главные роли в нескольких первоклассных фильмах», среди них фильмы нуар «Женщина в окне» (1944), «Улица греха» (1945), «Чёрный ангел» (1946), «Крест-накрест» (1949) и «Слишком поздно для слёз» (1949), а также вестерн «Винчестер 73» (1950). Однако в начале 1950-х годов Дьюриа вынужден был отойти от главных ролей, «уступив это место более молодым актёрам». Как отмечает Эриксон, «сильная театральная и телевизионная актриса Ли Грант до съёмок этого фильма создала лишь один, но очень впечатляющий кинообраз в фильме Уильяма Уайлера „Детективная история“ (1951), после чего она попала в голливудский чёрный список, что фактически накладывало запрет на её съёмки в кино». Этот фильм стал единственным появлением Грант на экране вплоть до мелодрамы «Середина ночи» (1959), и этого «удалось добиться только благодаря усилиям Фута и Уайлда».

## История создания фильма
Фильм основан на романе Клинтона Сили «Страх бури», который вышел в Нью-Йорке в 1954 году.
Как отметил Гленн Эриксон, для создания этого фильма Уайлд «привлёк качественных партнёров, многие из которых были только в начале значимых карьер, среди них композитор Бернстайн, который только выходил на уровень большой звезды, а также драматург Хортон Фут».
По словам Сандры Бреннан, значительная часть этой захватывающей криминальной драмы происходит на отдалённой ферме в Новой Англии. По информации Американского института кино, натурные съёмки фильма производились в курортном городе Сан-Вэлли в штате Айдахо, а интерьерные съёмки — в Лос-Анджелесе в студии телекомпании KTTV.

## Оценка фильма критикой

### Общая оценка фильма
Современная критика даёт фильму положительную оценку. В частности, историк кино Деннис Шварц назвал его «захватывающим фильмом нуар, действие которого происходит в клаустрофобическом фермерском доме в сельской Новой Англии во время снежной бури». По мнению Шварца, «фильм обладает той непостижимой напряжённостью», благодаря которой его «мелодраматическая история поднимается на иной уровень», а «все основные персонажи превращаются в безнадёжных жертв обстоятельств, которые они не способны изменить». Майкл Аткинсон в свою очередь охарактеризовал картину как «карманный, клаустрофобический нуар, который смотрится театрально, но безумно напряжённо», создавая ощущение, что «те три или четыре человека, которые вместе оказались в одной комнате, фактически являются эквивалентом бочки с бензином и брошенной сигареты». А Уайлд как режиссёр создаёт «такую атмосферу взаимной ненависти, что каждый готов вспыхнуть в любую секунду». Аткинсон также пишет, что фильм «определённо наполнен тревогой, а его основные персонажи страдают от больших унижений, страха и вины, чем в любом другом нуаре». По мнению Эриксона, этот «второй фильм Уайлда как продюсера должен считаться одной из его лучших картин. Её отличает хороший актёрский состав и добротная история, а игра и постановочная работа самого Уайлда просто отличны». «Страх бури» — это нагнетающая напряжение драма, «Ки-Ларго» в горной избушке, при этом от фильма совершенно не остаётся ощущения, что он сделан за небольшие средства. Как далее пишет Эриксон, эта «драма крепко взяла нас своей хваткой. В отличие от некоторых фильмов нуар, которые идут на различные уловки, чтоб удержать наше внимание, эта крепкая драма заставляет нас физически ощутить напряжение и угрозу насилия».
По мнению Кини, «этот напряжённый нуар можно назвать амальгамой картин „Часы отчаяния“ и „Ки-Ларго“». В свою очередь историк жанра фильм нуар Аллен Силвер отмечает, что картина «вышла через год после таких циничных и апокалипсических фильмов», как «Целуй меня насмерть» (1955) и «Большой ансамбль», в последнем из которых также сыграли Корнел Уайлд и Джин Уоллес. По его мнению, «нуаровые черты этого фильма проявляются не в насилии или жёстких городских пейзажах (таких там нет), а в клаустрофобической ситуации на ферме. Здесь вскрываются тайные былые отношения между преступником и казалось бы нормальной семьёй его брата, вспоминается страсть былого романа между Чарли и Элизабет», давая понять причину психологической предрасположенности их сына. Эти основанные на прошлой вине фундаментальные точки напряжения стоят обособленно от основного повествования о попытках банды избежать поимки, однако «дополнены такими патологическими подробностями, как социопатическая ненависть Бенджи ко всему существующему, стеснительное бормотание Чарли, вызванное неодобрительным отношением к себе своего старшего брата, и даже дешёвый собачий ошейник, которым семья украшает рождественскую ёлку после смерти животного, таким образом мелодрама развивается с претензиями ибсеновского толка» . Как пишет Аткинсон, начинающиеся «отношения между плохим Уайлдом, физически неполноценным из-за пулевого ранения, который пытается в этой обстановке удовлетворить всех, и разбитой горем героиней Уоллес, поданы в тяжёлой, болезненной тональности, затем довольно красиво переходя к великолепным моментам сексуального стресса». По мнению Аткинсона, зрителя «колотит от переживаний по поводу сексуальной доступности Уоллес, что смотрелось довольно необычно для нуаров 1950-х годов, учитывая, что Уоллес играет не женщину-вамп, а сердечную и готовую на самопожертвование домохозяйку».

### Оценка работы режиссёра и творческой группы
Как пишет Аткинсон, «бюджеты фильмов Уайлда всегда были небольшими, и он никогда не обращал особого внимания на профессиональную отшлифовку, с помощью которой можно сделать дешёвый фильм блестящим. Его дебют был нарочито недорогим, где эпизоды, снятые в студии, заметно выделяются среди остальных». По мнению критика, «в случае Уайлда сознательное пренебрежение приглаженным профессионализмом, переходящее в любовь к грубому, доходящему до глубины души эмоциональному напряжению можно рассматривать как часть его режиссёрского стиля». Аткинсон считает, что Уайлда как режиссёра следует рассматривать «в одном ряду с Сэмюэлем Фуллером, Филом Карлсоном и Доном Сигелом, в котором он блистает как мастер авторского кино, повествующий о борьбе и человеческой ране».
Эриксон отметил хороший сценарий Фута, который отличают «достоверность отношений и естественный характер реплик». По его словам, «с учётом того, что вся драма упакована в одну избушку, сценарий Фута — это просто шедевр». Критик также отметил «профессионализм опытного оператора Джозефа Лашелла, который ранее работал с Уайлдом на нуаре студии „Придорожное заведение“ (1948)». Силвер обращает внимание на «использование натуры при съёмке сцен бегства по горам, что в итоге сводит всё разнообразие конфликтов в интерьере к красиво представленной борьбе между маленькими тёмными фигурками и огромным, покрытым снегом природным пейзажем».

### Оценка актёрской игры
Современные критики высоко оценили игру немногочисленного актёрского состава этого фильма. Так, по словам Силвера, Уайлд и Уоллес, которые перед этим вместе сыграли в «Большом ансамбле» Льюиса, на этот раз убирают из своих ролей всякую самоуверенность и гламур". Эриксон оценивает игру Уайлда как «достаточно хорошую», далее с юмором замечая, что «его ранение оправдывает то, что большую часть фильма он ходит без рубашки. Без сомнения, это был момент тщеславия гордящегося своим телом режиссёра-актёра». Далее критик напоминает, что Уайлд снимал свою жену Джин Уоллес в большинстве своих фильмов, включая картину 1963 года «Меч Ланселота», где он исполнил заглавную роль, а Уоллес — роль Гвиневры. Кроме того, Уоллес «впечатляюще сыграла невротическую девушку гангстера в „Большом ансамбле“, но в этом фильме ей досталась самая трудная роль, и она справляется с ней исключительно хорошо». Её героиня «негламурна, но достаточно красива, и потому не удивительно, что трое мужчин проявляют к ней свои чувства». Как отмечает критик, в этот период «у Уайлда и Уоллес, вероятно, были великолепные отношения. По крайней мере, складывается такое впечатление, исходя из их работы в этом фильме».
По мнению Эриксона, «персонаж Дэна Дьюриа оказывается наименее интересным», так как режиссёр не ставит перед актёром задач, соответствующих его таланту. Зато «великолепная Ли Грант выдаёт отличную, редкую для себя роль в фильмах 1950-х годов. Она здесь великолепна, намеренно выглядя старее и потрёпанней». Сюжетный ход, когда её персонаж с риском для жизни отказывается расстаться со своей шубой, «здесь не смотрится клишированно благодаря мастерству Грант». Кроме того, «Хилл довольно интересен в роли эксцентричного психопата Бенджи, который постоянно возвращается к своим отвратительным проявлениям садизма», а Деннис Уивер «хорошо сыграл пьяного, который делает предложение женатой женщине, в которую влюблён». И, наконец, «неблагодарная роль досталась Дэвиду Столлери, который создаёт поразительно сложный образ ребёнка, сталкивающегося с не по возрасту „взрослыми“ разочарованиями — среди них и отношения его родителей, и истинная природа боготворимого им дяди Чарли, и понимание того, что некоторые взрослые, такие как Эдна и Бенджи, это просто-напросто плохие люди».